# Odnarda subserena
Odnarda subserena är en fjärilsart som beskrevs av Sergius G. Kiriakoff 1962. Odnarda subserena ingår i släktet Odnarda och familjen tandspinnare. Inga underarter finns listade i Catalogue of Life.